# Birgitte Kulas Kristensen
Birgitte Kulas Kristensen gift Søborg (9. november 1960 – 9. februar 2012) var en dansk atlet.
Kulas Kristensen startede sin atletikkarriere i Atletikklubben Brøndby, hvor hun hurtigt udviklede sit talent for højdespring. For Brøndby vandt hun tre af sine fire danske seniormesterskaber. Hendes personlige rekord på 1,82 m fra 1979 står fortsat som femte bedste resultat nogensinde i Danmark.
Efter ungdomsårene i Brøndby skiftede hun i 1985 til Holte IF for hvem hun vandt sit fjerde og sidste danske seniormesterskab i 1986. Den aktive elitekarriere afsluttede hun i Sparta Atletik i 1991 senere som veteran sprang hun for Frederiksberg IF.
Birgitte Kulas Søborg, som var gift med pressefotografen Preben B. Søborg (1943-2013), døde af kræft 2012 i en alder af 51 år.

## Danske mesterskaber
- Sølv 1988 Højdespring 1,68
- Sølv 1987 Højdespring 1,71
- Guld 1986 Højdespring 1,71
- Sølv 1985 Højdespring 1,68
- Bronze 1980 Højdespring 1,71
- Guld 1979 Højdespring 1,80
- Guld 1979 Højdespring inde 1,70
- Sølv 1978 Højdespring 1,70
- Sølv 1977 Højdespring 1,65
- Guld 1977 Højdespring inde 1,65

## Personlige rekorder
- Højdespring: 1,82 1979

## Danske ungdomsrekorder
- Højdespring 16-årge: 1,76 Østerbro Stadion 29. august 1976